# Slivovița, Veliko Tărnovo
Slivovița (în bulgară Сливовица) este un sat în comuna Zlatarița, regiunea Veliko Tărnovo,  Bulgaria. 

## Demografie
Componența etnică a satului Slivovița
     Turci (6,66%)
     Bulgari (88,33%)
     Romi (5%)
     Nicio identificare (0%)
La recensământul din 2011, populația satului Slivovița era de 120 locuitori. Din punct de vedere etnic, majoritatea locuitorilor (88,33%) erau bulgari, existând și minorități de turci (6,66%) și romi (5%). Pentru 0% din locuitori nu este cunoscută apartenența etnică.